# Fearless Fagan
Fearless Fagan is een Amerikaanse filmkomedie uit 1952 onder regie van Stanley Donen.

## Verhaal
Floyd Hilston heeft de leeuw Fagan als huisdier. Wanneer hij wordt opgeroepen door het leger, kan hij het niet over zijn hart krijgen om het dier te verkopen. Floyd vraagt aan zijn sergeant Kellwi om een onderkomen te zoeken voor de leeuw. Eerst gelooft sergeant Kellwi hem niet. Als Fagan ontsnapt, moet hij zijn compagnie eropuit sturen om het dier terug te vinden. Uiteindelijk vindt het leger een verblijf voor Fagan. De leeuw ontsnapt echter opnieuw.

## Rolverdeling
| Acteur             | Personage        |
| ------------------ | ---------------- |
| Janet Leigh        | Abby Ames        |
| Carleton Carpenter | Floyd Hilston    |
| Keenan Wynn        | Sergeant Kellwi  |
| Richard Anderson   | Kapitein Daniels |
| Ellen Corby        | Mevrouw Ardley   |
| Barbara Ruick      | Verpleegster     |
| John Call          | Mijnheer Ardley  |
| Robert Burton      | Owen Gillman     |
| Wilton Graff       | Kolonel Horne    |
| Parley Baer        | Emil Tauchnitz   |
| Jonathan Cott      | Korporaal Geft   |